# Ernest Grințescu
Ernest Grințescu (n. 6 mai 1884, Petricani, Neamț, România – d. 23 iunie 1969, România) a fost un agronom, jurist și horticultor român, recunoscut pentru contribuțiile sale în cultura tutunului, învățământul agricol, horticultură și organizarea cadastrului funciar. A activat peste 50 de ani în domeniul agriculturii, abordând domenii variate cu competență și dedicare.

## Biografie

### Copilărie și educație
Ernest Grințescu s-a născut pe 6 mai 1884, în comuna Petricani, județul Neamț, într-o familie de intelectuali moldoveni. A urmat școala primară în satul natal și liceul la Piatra Neamț. În 1905, s-a înscris la Școala Centrală de Agricultură de la Herăstrău, pe care a absolvit-o în 1908 ca șef de promoție. Paralel, a studiat la Facultatea de Drept din București, obținând licența în 1907. Ulterior, a obținut doctoratul în economie la Universitatea din Strasbourg (1931) și doctoratul în drept la Universitatea București (1936).

### Carieră profesională
După absolvire, Grințescu a fost angajat la Regia Monopolurilor Statului (RMS), unde a lucrat în sectorul culturii tutunului sub conducerea lui Maximilian Popovici. A ocupat funcția de subșef de cultură, iar în 1919 a devenit director clasa a II-a la Cultura Tutunului. În 1912, a prezentat lucrarea *Cultura tutunului în 1912*, evidențiind o maturitate profesională timpurie.
După 12 ani la RMS, a trecut la Ministerul Agriculturii ca inspector, devenind subdirector și director al învățământului agricol. A coordonat reforma programelor școlare și înființarea de noi școli agricole, contribuind la eficientizarea pregătirii tinerilor pentru agricultură. În 1932, a fost numit director al Cadastrului Funciar în Ministerul Agriculturii, iar după 1930 a devenit profesor de agricultură și economie rurală la Școala Superioară de Horticultură București – Băneasa.

## Activitate științifică

### Cultura tutunului
Grințescu a avut contribuții majore în organizarea și modernizarea culturii tutunului în România. A publicat lucrări precum *Cultura tutunului în România* (1913) și *Cultura tutunului în Bucovina* (1919), în care a analizat tehnicile de cultivare, recoltare, uscare și combaterea bolilor. A fost activ în reviste precum „Buletinul cultivării și fermentării tutunului” și „Viața Agricolă”.

### Învățământ agricol
Ca director al învățământului agricol, Grințescu a coordonat 3 instituții de învățământ superior, 2 școli medii, 34 de școli inferioare și 14 școli elementare. A introdus cunoștințe agricole în școlile sătești (clasele 4-7) și a susținut crearea de pepiniere, grădini școlare și loturi model. A publicat lucrări precum *Școlile de agricultură din România* (1925) și *Situația învățământului agricol până în 1924*.

### Horticultură
După 1930, Grințescu s-a dedicat horticulturii, devenind profesor la Școala Superioară de Horticultură București. A fost proprietar al unei pepiniere de pomi și președinte al Societății de Horticultură din România. A publicat lucrări precum *Înființarea pepinierei de pomi roditori* (1935) și *Efectele gerului din iarna 1941-1942 asupra pomilor roditori* (1943). În 1941, a fost primit ca membru al Academiei de Agricultură.

### Drept și cadastrul funciar
Ca jurist, Grințescu a publicat lucrări despre legislația agricolă, inclusiv *Jurisprudența Curții de Casație* (1915) și *Noile legi rurale* (1931), pentru a facilita accesul agricultorilor la informații legale. În 1936, a publicat *Cadastrul, cartea funciară și comasarea*, susținând importanța cadastrului pentru organizarea producției agricole și comasarea proprietăților țărănești.

### Economie agrară
În *Legea randamentelor descrescânde în agricultură* (1930), Grințescu a analizat teoria rentei, propunând metode pentru creșterea producției agricole (extinderea terenului, cheltuieli mai mari, muncă calificată), dar avertizând asupra limitelor acestor metode pentru a evita pierderile economice.

### Publicistică
Grințescu a fost un publicist prolific, contribuind la reviste precum „Viața Agricolă”, „Cîmpul” și „Revista horticolă”. A ținut rubrica de agricultură a ziarului „Curentul” și a fost director al „Bibliotecii agricole” a acestuia, publicând peste 100 de titluri. Ultima sa lucrare a apărut în 1960, într-un volum omagial dedicat lui Gheorghe Ionescu-Șișești.

## Lucrări
- Jurisprudența Curții de Casație, Tip. „Gobl”, București, 1915
- Cultura tutunului în România, 1913
- Cultura tutunului în Bucovina, 1919
- Agenda culturii tutunului, 1920
- Situația învățământului agricol până în anul 1924, Tip. „Convorbiri Literare”, București, 1925
- Școlile de agricultură din România, Tip. „Gobl”, București, 1925
- Școala elementară de agricultură «Sava Somănescu» - Drăghiceni, Tip. „Gobl”, București, 1925
- Școala de gospodărie - Țigănia Prahova, Tip. „Gobl”, București, 1924
- Jurisprudența rurală, Tip. „Gobl”, București, 1927
- L’enseignement agricole en Roumanie, „La Roumaine Agricole”, București, 1929
- Legea randamentelor descrescânde în agricultură, Tip. „Oltenia”, București, 1930
- Noile legi rurale, Tip. „Oltenia”, București, 1931
- Cadastrul, cartea funciară și comasarea, Tip. „Universul”, București, 1936
- Consolidarea proprietății agricole ca mijloc de ridicare a agriculturii, Tip. „Universul”, București, 1937
- Înființarea pepinierei de pomi roditori, Tip. „Universul”, București, 1935
- Rolul horticulturii în epoca actuală, Tip. „Universul”, București, 1942
- Efectele gerului din iarna 1941-1942 asupra pomilor roditori, „Buletinul Academiei de Agricultură din România”, Ed. „Universul”, București, 1943
- Școala de economie casnică, Bucecea, județul Botoșani, Tip. „Gobl”, București, 1945

## In memoriam
Ernest Grințescu a murit pe 23 iunie 1969, lăsând o moștenire valoroasă în științele agricole românești. Este recunoscut ca o personalitate polivalentă, care a contribuit la modernizarea agriculturii, horticulturii și educației agricole în România.